# كريستيان دولكا
كريستيان دولكا مواليد 25 أكتوبر 1972 في كلوج نابوكا، هو لاعب كرة قدم روماني سابق كان يلعب كمدافع. سبق له أن لعب في كأس العالم لكرة القدم مع منتخب بلاده. لعب خلال مسيرته 231 مباراة سجل خلالها 18 هدفاً.

## المسيرة الاحترافية

### أندية لعب لها
- سي إف آر كلوج
- رابيد بوخارست
- بوهانغ ستيلرز
- نادي بياترا نيامتس
- جامعة كلوج
- نادي بودابست هونفيد

## روابط خارجية
- كريستيان دولكا على موقع الاتحاد الدولي (مؤرشف)  (الإنجليزية)
- كريستيان دولكا على موقع دوري كوريا الجنوبية (الإنجليزية)
- كريستيان دولكا على موقع قاعدة بيانات كرة القدم.إي يو (الإنجليزية)
- كريستيان دولكا على موقع ناشيونال فوتبول تيمز (الإنجليزية)
- كريستيان دولكا على موقع عالم كرة القدم.نت (الإنجليزية)